# Латышские фамилии
Латышские фамилии — фамилии, носителями которых являются латыши. Большинство фамилий латвийского происхождения образованы от слов, означающих какой-нибудь конкретный предмет.
Около половины всех латышских фамилий имеют исконные корни: Берзиньш, Калныньш, Озолиньш, Лиепиньш. Достаточно распространены в Латвии фамилии германского (немецкого и шведского) и славянского (польского, русского, белорусского) происхождения. Типичная особенность латышских фамилий — это окончания, соответствующие полу владельца фамилии. Окончаниями мужского рода обычно являются -s, -š, -is (реже -us, -a, -e), женского рода — -a, -e (реже -s). Иноязычные имена в латышском языке воспроизводятся соответственно их произношению в оригинальном языке и используют грамматическую систему латышского языка. По происхождению фамилии можно подразделить на следующие группы:
1. заимствованные,
2. гибридные,
3. исконно латышские фамилии, имеющие обычно параллельные апеллятивы.

Большинство латышских фамилий имеют мужскую и женскую формы. Например: Jēkabsons (мужская форма) — Jēkabsone (женская), Auziņš — Auziņa, Alunāns — Alunāne, Apaļais — Apaļā, Neretnieks — Neretniece.

## История

### ДоXIV века
Из документов Средневековья и хроник известна транскрипция отдельных старолатышских слов на латинский язык — Meluke, Paike, Russinus, Talibaldus, Vestardo, Utile, Dravestove, Vesdots, Waridote, Darbeslave, Kaire. Малые народы старолатышей, так же как и все другие европейские народы, не использовали фамилии. Вместо этого использовались прозвища, которые указывали на статус его владельца и место происхождения. В написанном на латинском хроники Генриха Латвийского тексте упомянуты такие фамилии (имена): король Viesceķis (рус. Вячко) из Кокнесе (rex Vetseke de Kukonoyse), король Visvaldis (рус. Всеволод) из Герсики (Vissewalde rex de Gerzika), в свою очередь Kaupo (рус. Каупо) назван королём и синьором ливов из Турайды (Caupo quasi rex et senior Lyvonum de Thoreida). Ливонские феодальные сеньоры имели обыкновение присоединять к именам своих вассалов также место их происхождения, например Gerhards Līvs (Gerardus Livo), Varidots из Антины (Waridote de Antine), Ikšķiles Konrāds (Conradus de Ykescole) (Икшкильский Конрадс). Со временем эти прозвища стали фамилиями знатных старобалтских родов, например, fon Līveni (von Lieven) или fon Ikšķiļi (von Uexküll).

### XIV—XIX века
Первые фамилии ливов и старолатышей впервые упоминаются в источниках Ливонской конфедерации (фамилии постоянно живущих ремесленников ливских и латышских гильдий в XIV веке). Самые старинные имена в Латвии исследовал и обобщил Blese (1929). В письменных источниках упоминаются фамилии родов рижских перевозчиков — Raņķi, Muižeļi, Dumpji, Ozoliņi, Kalniņi, Sēļi, Kreši, Dāles, Rungaiņi. В этот период началось также онемечивание фамилий, например — Jānis Reņģītis (Johann Rengiet), Sīmanis Raņķis (Simon Ranck).

### XIX век
Самый массовый процесс выдачи латышских фамилий происходил в 1826 году в Лифляндской, в 1835 году в Курляндской губерниях. В самой большой части Латвии фамилии выдавали немцы, и написание фамилий соответствовало немецкой речи графики и орфографии, например — Anna Kārkliņ (Anna Kahrkling). В Латгалии польскоориентированные дворяне и ксендзы присваивали крестьянам польские фамилии, а русскоориентированные дворяне — русские фамилии.
Наибольшая часть выданных в это время фамилий принадлежала к таким основным группам:
1. слова, которые обозначали должности, титулы, национальность, животных или объекты природы, например: Kalējs (кузнец), Mucenieks, Melderis (от нем. Melder — мельник), Dzirkalis, Arājs, Sējējs (сеятель), Podnieks (гончар), Ratnieks (коренник), Deģis, Bondars, Sondors, Namiķis, Jumiķis (кровельщик), Ķesteris (жезлоносец), Kantors (от лат. cantor — певец), Muižnieks, Stārasts, Vagars, Bajārs (боярин), Ķeniņš (король), Ķeizars (император), Barons (барон), Vaivads (воевода), Polis (поляк), Zviedrs (швед), Vācietis (немец), Krievs (русский), Leitis, Kalns (гора), Leja, Celms (корень), Bērzs (берёза), Ozols (дуб), Vītols (ива), Liepa (липа), Vilks (волк), Stutkis, Lācis (медведь), Briedis (олень), Balodis (голубь), Vanags (ястреб), Rubenis (тетерев-косач), Mednis (глухарь), Avens (овца), Sils (бор), Apse (осина), Alksnis (ольха), Priede (сосна), Vējš (ветер), Gulbis (лебедь), Gailis (курица);
2. слова, к которым присоединили уменьшительную формы -iņš, -iņa, -ītis, -īte, например, Kalniņš, Lejiņš, Celmiņš, Bērziņš, Ozoliņš, Liepiņš, Siliņš, Vilciņš, Lācītis, Priedīte, Saulīte, Gailītis, Muciņš, Krieviņš, Zviedrītis, Polītis;
3. Слова к которым добавили суффикс -nieks, -ietis, например, Lejnieks, Bisenieks, Kalnenieks, Ozolnieks, Priednieks, Kurzemnieks, Ezernieks, Galenieks, Saulietis, Pakalnietis;
4. слова, к которым во многих краях присоединили концовки всевозможной принадлежности -āns, -ēns, -ārs,- ums, -uks, -ājs, -ējs, -užs, -avs, -ens, -ants, -ars, -arts, -āts, -ents, -onts, -uts, -ūns, -ons, -eiks, например, Pridāns, Gulēns, Kalnārs, Grodums, Kirpļuks, Kalnājs, Salnājs, Linužs, Birkavs, Galējs, Rībens, Porgants, Zuments, Zigmonts, Sukuts, Meškūns, Bļodons, Rupeiks;
5. латышские сложные слова, в которых вторая часть содержала -gals, -kalns, -mals, -miķelis, -jānis, -arājs, например, Laukgals, Zeltkalns, Rožkalns, Purmals, Silamiķelis, Mazjānis, Milzarājs;
6. немецкие слова, которые обозначили должности, животных, деревья или другие объекты, например Šmits (кузнец), Meijers (управляющий), Millers (мельник), Beķeris (булочник), Vēbers или Vēvers (ткач), Bauers (крестьянин), Šulcs (старший села), Švēde (швед), Sakss (саксонец), Voits (судья), Brūveris (пивовар), Šlesers (слесарь), Fišers (рыбак), Krīgers (боец), Pastors (священник), Zanders (судак), Volfs или Vulfs (волк), Hiršs (олень), Linde (липа), Eihe (дуб), Veide (ива), Bušs (куст), Cāns (гусь), Plāte (плоская миска), Švāns (голубь), Šperliņš (воробей), Birks (берёза), Zonne (солнце), Šterns (звезда), Taube (голубь), Veiss (белый), Švarcs (чёрный), Brauns (коричневый), Grīns (зелёный);
7. немецкие сложные слова, в которых вторая часть содержала -manis (муж), -sons (сын), -šteins (камень), -bahs (ручей), -dorfs (село), -bergs (гора), -tāls (низ), -lands (земля), -felds (поле), -baums (дерево), -valds (лес), -šmits (кузнец), -meisters (мастер), например, Blaumanis, Andersons, Kirhenšteins, Švarcbahs, Bendorfs, Veinbergs, Dambergs, Olbergs, Rozentāls, Neilands, Freidenfelds, Veidenbaums, Kronvalds, Rēvalds, Siliņšmits, Būmeisters;
8. польские и белорусские имена, к которым присоединили суффикс принадлежности -skis, -ičs, -ics, -čiks, -ko, например, Latkovskis, Lazovskis, Kovaļevskis, Dombrovskis, Jankovskis, Ratkēvičs, Jurēvics, Jankevics, Baldunčiks, Šileiko, Budreiko, Andreiko;
9. русские слова, к которым был добавлен суффикс -ovs, -evs, -ins, например, Tretjakovs, Ivanovs, Latiševs, Logins.

### XX век
После основания Латвийской Республики на заседаниях комиссии Языкознания были обсуждены латышские фамилии. Были выработанные правила правильного написания фамилий в документах Латвии. Сейм 1927 году принял «Likumu par vārdu un uzvārdu rakstīšanu Latvijas pasēs»; где публикуются два решения правительства Likumu un valdības rīkojumu krājums. Rīgā, 1920, Nr. 209; Likumu un Ministru kabineta noteikumu krājums. Rīgā, 1939, Nr. 221, после которых фамилии начали писать в соответствии с грамматикой латышского языка.
В 2006 году суд постановил, что каждый житель Латвии имеет право поменять свою фамилию. С этого года начался активный процесс замен фамилий, в том числе русских на латышские. До этого времени закон разрешал смену фамилий только при определённых условиях и не латышам не разрешалось менять фамилию на латышскую.

## Распространённые латышские имена и фамилии[1]
| №  | Мужские имена | Женские имена | Фамилии  |
| -- | ------------- | ------------- | -------- |
| 1  | Янис          | Анна          | Берзиньш |
| 2  | Андрис        | Кристине      | Калныньш |
| 3  | Юрис          | Инесе         | Озолиньш |
| 4  | Эдгарс        | Инга          | Янсонс   |
| 5  | Марис         | Илзе          | Озолс    |
| 6  | Айварс        | Лига          | Лиепиньш |
| 7  | Мартиньш      | Даце          | Круминьш |
| 8  | Петерис       | Анита         | Балодис  |
| 9  | Иварс         | Мария         | Эглитис  |
| 10 | Валдис        | Ивета         | Плаудис  |
| 11 | Макс          | Лайма         |          |